# Seznam krajev Unescove svetovne dediščine na Poljskem
Organizacija Združenih narodov za izobraževanje, znanost in kulturo (UNESCO) imenuje kraje svetovne dediščine, ki so pomembni kot svetovna naravna ali kulturna dediščina. Kraje svetovne dediščine ureja Unescova konvencija iz leta 1972. Poljska je konvencijo sprejela 29. junija 1976, s čimer je njena zgodovinska in naravna dediščina postala upravičena do vključitve na seznam.
Od leta 2020 je na Poljskem 16 krajev svetovne dediščine, od tega 15 kulturnih in eno naravno (Beloveška pušča). Na seznam sta bila kot prva leta 1978 vpisana rudnik soli  Wieliczka in zgodovinsko središče Krakova. Zadnje je bilo na seznam leta 2019 vpisano območje prazgodovinskega rudnika progastega kremena Krzemionki. Trije kraji so nadnacionalni. Beloveško puščo Poljska deli z Belorusijo, lesene cerkve karpatske regije z Ukrajino in Park Mużakowski/Muskauer z Nemčijo. Na seznamu kandidatov za vpis je šest krajev.

## Seznam
Unesco uvršča mesta po deset kriterijih. Vsako mesto mora izpolniti vsaj en kriterij. Kriteriji od i do vi so kulturni, kriteriji od vii do x pa naravni.
| Kraj                                                            | Slika                                                                               | Lokacija (vojvodstvo)       | Leto uvrstitve | Referenčna številka in kriteriji | Opis |
| --------------------------------------------------------------- | ----------------------------------------------------------------------------------- | --------------------------- | -------------- | -------------------------------- | --- |
| Zgodovinsko središče Krakova                                    | Krakow main square from above                                                       | Malopoljska                 | 1978           | 29; iv (kulturni)                | Mesto Krakov, ustanovljeno leta 1257, je stara prestolnica Poljske. Zgodovinsko središče mesta vsebuje tri sklope: srednjeveško mesto Krakov, grad Wawel in grajski hrib s kraljevo rezidenco in stolnico, v kateri je pokopanih veliko poljskih kraljev, mesto Kazimierz s predmestjem Stradom s katoliškim in judovskim prebivalstvom. Krakov je bil mesto umetnosti in obrti in stičišče Vzhoda in Zahoda. Mesto ohranja visoko stopnjo celovitosti in vključuje zgradbe in značilnosti v slogih od zgodnjega romanskega do modernističnega obdobja. Leta 2010 je bila opravljena manjša sprememba meje območja.                                                                          |
| Kraljeva rudnika soli Wieliczka in Bochnia                      | Underground hall from above, chandeliers and tourists                               | Malopoljska                 | 1978           | 32; iv (kulturni)                | V okolici Wieliczke in Bochnia so nahajališča kamene soli, ki se koplje 13. stoletja. V obeh rudnikih je več sto kilometrov rovov in številna umetniška dela, kor so kipi iz soli, kipi, vklesani v sol in podzemne kapelice. Rudnika ponazarjata razvoj rudarskih tehnologij v Evropi. Wieliczka je bila na Unescov seznam prvič uvrščena leta 1978. Enajst let kasneje je bila zaradi vlage, škodljive za kipe, vpisana na seznam ogrožene svetovne dediščine. Ko je bila v rudnik nameščena učinkovita razvlaževalna oprema, je bila leta 1998 odstranjena s seznama ogroženih krajev. Leta 2008 je bila izvedena manjša sprememba meje. Rudnik Bochnia je bil na seznam dodan leta 2013. |
| Koncentracijsko taborišče Auschwitz                             | Entrance gate in red brick and railway tracks                                       | Malopoljska                 | 1979           | 31; vi (kulturni)                | Auschwitz je bil člen v mreži nacističnih koncentracijskih in uničevalnih taborišč, ki jih je med drugo svetovno vojno na Poljskem ustanovil Tretji rajh. Auschwitz je bil največje nemško koncentracijsko taborišče. Kraj svetovne dediščine obsega taborišče Auschwitz I (bazno taborišče), Auschwitz II–Birkenau (uničevalno taborišče) in množično grobišče ujetnikov. Kraj je bil na seznam prvotno uvrščen kot "Koncentracijsko taborišče Auschwitz" in bil kasneje na zahtevo Poljske preimenovan v "Auschwitz Birkenau" s podnaslovom "Nemško nacistično koncentracijsko in uničevalno taborišče (1940-1945)".                                                                       |
| Beloveška pušča*                                                | Three grazing European bison                                                        | Podlaško                    | 1979           | 33; vii (naravni)                | Belovešča pušča je velik gozdni kompleks z obsežnimi starodavnimi gozdovi na meji med Poljsko in Belorusijo. Je primer srednjeevropskih mešanih gozdov kopenske ekoregije in vrste s tem povezanih negozdnih habitatov, vključno z mokrimi travniki, rečnimi dolinami in drugimi mokrišči. Na tem območju živi največji evropski sesalec evropski bizon, pa tudi volk, ris in vidra. Poljski del območja je bil na seznam vpisan leta 1979. Beloruski del pušče je bil na seznam dodan leta 1992. Leta 2014 je bilo zavarovano območje močno razširjeno. |
| Zgodovinsko središče Varšave                                    | Market square, colourful houses in the background, tourists in restaurants in front | Mazovija                    | 1980           | 30; ii, vi (kulturni)            | Poljsko prestolnico Varšavo je načrtno uničila nemška vojska po varšavski vstaji leta 1944. Uničeno je bilo več kot 85% zgodovinskega središča. Po vojni je potekala petletna obnovitvena akcija, katere rezultat je bila natančna obnova starega mestnega jedra. Postopek obnove se je nadaljeval v šestdesetih letih in zaključil z odprtjem Kraljevega gradu za obiskovalce leta 1984. |
| Stari Zamość                                                    | A row of colourful houses                                                           | Lublinsko                   | 1992           | 564; iv (Kulturni)               | Zamošč je v 16. stoletju ustanovil Jan Zamoyski. Oblikoval ga je arhitekt Bernardo Morando iz Padove in je odličen primer poznorenesančnega mesta. Ohranjena je prvotna postavitev mesta, utrdbe in več zgradb, ki združujejo arhitekturne vplive iz Italije z vplivi iz srednje Evrope. |
| Grad Malbork                                                    | Front view of a castle tower in red brick                                           | Pomorjansko                 | 1997           | 847; ii, iii, iv (kulturni)      | Grad Malbork so zgradili tevtonski vitezi, pripadniki nemškega katoliškega Tevtonskega viteškega reda. V grad sta se leta 1309 iz Benetk preselila veliki mojster in sedež reda. Grad je klasičen primer srednjeveškega gotskega gradu, zidanega iz opeke. Med drugo svetovno vojno je bil zelo poškodovan in po vojni skrbno obnovljen. |
| Srednjeveško mesto Torunj                                       | Red brick gothic town hall, tourists around                                         | Kujavsko-Pomorjansko        | 1997           | 835; ii, iv (kulturni)           | Torunj so ustanovili tevtonski vitezi, ki so v njem sredi 13. stoletja zgradili Torunjski grad, bazo za pokristjanjevanje Prusov. Mesto je bilo kasneje član Hanzeatske lige in pomembna trgovska postaja med baltskimi državami in vzhodno Evropo. Srednjeveško mesto je dobro ohranjeno, vključno z več pomembnimi hišami v gotskem slogu, zidanimi z opeko. V eni od njih je živel slavni matematik in astronom Nikolaj Kopernik. |
| Kalvarija Zebrzydowska                                          | Church with white walls, red roof and copper-covered domes                          | Malopoljska                 | 1999           | 905; ii, iv (kulturni)           | Verski kompleks Kalvarija Zebrzydowska je ustanovil krakovski vojvoda Mikołaj Zebrzydowski na začetku 17. stoletja. Sestavljajo ga samostan in več cerkva, kapel in svetišč v manierističnem slogu. Kompleks je izjemen primer kalvarijskih svetišč iz obdobja protireformacije. Zdi se, da se svetišče od ustanovitve ni prav nič spremenilo in je še vedno aktivno romarsko središče. |
| Cerkvi miru v Jaworju in Swidnici                               | Interior view of a church, richly decorated wooden details                          | Spodnja Šlezija             | 2001           | 1054; ii, iv, vi (kulturni)      | Cerkve miru v Jaworju in Swidnici v Spodnji Šleziji so dobile ime po Vestfalskem miru, sklenjenem po tridesetletni vojni leta 1648, ki je dovolil luterancem v rimskokatoliških delih Šlezije izven mestnega obzidja zgraditi tri evangeličanske cerkve iz lesa in gline. Eden od pogojev za njihovo gradnjo je bil, da cerkve nimajo zvonika, drugi pa, da morajo biti zgrajene najkasneje v enem letu. Tretja cerkev je bila zgrajena leta 1652 v Głogówu, vendar je bila stoletje kasneje požgana. |
| Lesene cerkve južne Malopoljske                                 | Wooden church with a small spire, surrounded by trees                               | Malopoljska                 | 2003           | 1053; iii, iv (kulturni)         | Šest cerkva (cerkev nadangela Mihaela (Binarowa), cerkev Vseh svetih (Blizne), cerkev nadangela Mihaela (Dębno), cerkev Marijinega vnebovzetja in nadangela Mihaela (Haczów), cerkev sv. Leonarda (Lipnica Murowana) in cerkev svetih Filipa in Jakoba (Sękowa)) predstavljajo najbolje ohranjene in najstarejše lesene cerkve v regiji. Zgrajene so bile v gotskem slogu, vendar se razlikujejo od sodobnih kamnitih ali opečnih zgradb v mestih. Gradnjo teh cerkva so sponzorirale plemiške družine in so bogato okrašene. |
| Mużakowski park*                                                | Red castle, pond in front                                                           | Lubuško                     | 2004           | 1127; i, iv (kulturni)           | Park leži ob reki Nisi in ga Poljska deli s sosednjo Nemčijo. Ustanovil ga je knez Hermann von Puckler-Muskau v letih 1815 do 1844. V njem je zasadil lokalne raztline v naravnem okolju. Na videz parka je vplival razvoj krajinske arhitekture. Med drugo svetovno vojno je bil resno poškodovan in po vojni v obeh državah obnovljen. |
| Stoletna dvorana                                                | Large concrete dome, water fountain in front                                        | Spodnja Šlezija             | 2006           | 1165; i, ii, iv (kulturni)       | Stoletna dvorana je zgodnja modernistična stavba iz armiranega betona. Zasnoval jo je Max Berg kot večnamensko prizorišče, ki služi kot razstavišče, sejna dvorana, prostor za športne prireditve, koncerte in gledališke predstave. Zgrajena v letih 1911–1913 in imela v času gradnje največjo kupolo iz armiranega betona na svetu. Služila je kot zgled za poznejše zgradbe iz tega gradiva. |
| Lesene cerkve karpatske regije v Poljski in Ukrajini*           | Wooden church surrounded by trees                                                   | Malopoljska in Podkarpatija | 2013           | 1424; iii, iv (kulturni)         | Na seznamu je 16 lesenih cerkva v Karpatih, od katerih je polovica na Poljskem, preostale pa v Ukrajini. Cerkve so od 16. do 19. stoletja zgradile skupnosti vzhodne pravoslavne in grškokatoliške vere. Zasnove temeljijo na pravoslavni cerkveni tradiciji z lokalnimi vplivi. Cerkve imajo lesene zvonike, ikonostase in notranje polikromne okraske, pa tudi dvorišča, vratarnice in pokopališča. |
| Zgodovinski rudnik srebra v Tarnowskie Góry                     | Mine shaft with two figures representing miners                                     | Šlezija                     | 2017           | 1539; i, ii, iv (kulturni)       | Zgodovinski rudnik svinca, srebra in cinka se nahaja v Tarnowskie Góry. Zaradi lege na planoti je imel velike težave z odvajanjem vode, ki jih rudniki na gorskih terenih niso imeli. V več kot 300 letih delovanja rudnika so za odvajanje vode iz rudniških rovov uporabljali različne tehnike, vključno s črpalkami na parni pogon v 19. stoletju. |
| Krzemionki, prazgodovinska regija rudarjenja progastega kremena | Mine shaft, artificial light                                                        | Malopoljska                 | 2019           | 1599; iii, iv (kulturni)         | Krzemionki so sklop štirih rudnikov progastega kremena iz neolitika in zgodnje bronaste dobe (približno 3900 do 1600 pr. n. št.). Iz kremena so izdelovali večinoma sekire. V enem od doslej najdenih najobsežnejših prazgodovinskih podzemnih sistemov za pridobivanje in predelavo kremena je bilo najdenih več kot 4000 jaškov in jam, pa tudi delavnic za obdelavo kremena. |

## Seznam predlogov
Poleg krajev, ki so že uvrščeni na seznam svetovne dediščine, lahko države članice predlagajo tudi nove kraje, ki po njihovem mnenju izpolnjujejo pogoje za vpis na seznam svetovne dediščine. Vpis je mogoč le, če je bil kraj prej uvrščen na seznam predlogov. Poljska ima od leta 2020 na svojem seznamu šest predlogov.
| Kraj                                                                 | Slika                                                                                 | Lokacija (vojvodstvo) | Leto vpisa | Unescovi kriteriji    | Opis |
| -------------------------------------------------------------------- | ------------------------------------------------------------------------------------- | --------------------- | ---------- | --------------------- | --- |
| Gdańsk, mesto spomina in svobode                                     | Gdansk waterfront and a old-style ship in the channel                                 | Pomorjansko           | 2005       | ii, iv, vi (kulturni) | Mesto Gdansk je bilo priča nekaterim ključnim dogodkom v evropski zgodovini, vključno s prvo bitko druge svetovne vojne na Westerplatte in začetkom sindikalnega gibanja Solidarność v mestni ladjedelnici. Poleg tega ima zgodovinsko mestno središče Gdanska številne zgradbe v gotskem in renesančnem slogu. |
| Avgustovski prekop*                                                  | River canal, trees on both sides                                                      | Podlaško              | 2006       | (kulturni)            | Avgustovski prekop je bil zgrajen v letih 1823–1839, da bi omogočil neposredno povezavo med rekama Vislo in Neman. Rečni sistem je bil preko Oginskega kanala, reke Daugave, Bereznnskaga kanala in reke Dneper povezan s Črnim morjem. Avgustovski prekop je omogočal, da trgovske poti zaobidejo Vzhodno Prusijo, ki je uvedla visoke carine za tranzit poljskega in litovskega blaga skozi svoje ozemlje. Tehnična dediščina kanala vključuje zapornice, pregrade, vlečne poti ter ceste in mostove. Kanal poteka po ozemljih Poljske in Belorusije in zato spada med večnacionalne kraje. |
| Soteska reke Dunajec                                                 | River gorge, surrounded by tree-covered mountains                                     | Malopoljska           | 2006       | (naravni)             | Soteska reke Dunajec v Narodnem parku Pieniny ima bogato favno in floro. Ker Pienynske gore med zadnjo ledeno dobo niso bile poledenele, služijo za preučevanje razvoja rastlinstva od viška zadnje zaledenitve. |
| Starodavni prvobitni bukovi gozdovi Karpatov in drugih delov Evrope* |                                                                                       | Podkarpatje           | 2019       | ix (naravni)          | Predlog pomeni razširitev kraja svetovne dediščine, ki je že na seznamih dvanajstih evropskih držav, tudi na Poljsko. Bukovi gozdovi prikazujejo procese širitve gozdov evropske bukve po zadnji zaledenitvi in razkrivajo najbolj popolne in celovite ekološke vzorce in procese čistih in mešanih sestojev evropske bukve v različnih okoljskih pogojih. Na seznamu kandidatov za vpis je Beščadski narodni park. |
| Modernistično redišče Gdinije                                        | White building in modernist style in the back, waterfront with sailing boats in front | Pomorjansko           | 2019       | ii, iv, v (kulturni)  | Po prvi svetovni vojni je mesto Gdańsk/Danzig dobilo status svobodnega mesta, zato ga poljska država ni mogla uporabljati za svoje pristanišče. Za novo pristanišče in novo središče primarnega gospodarstva je bila v 20. in 30. letih 20. stoletja izbrana bližnja vas Gdinija. V tem času je bilo zgrajeno modernistično mestno jedro. Število prebivalcev se je povečalo z 1200 na 120.000 in mesto je postalo simbol modernizacije in pomorskih ambicij mlade pojske države. |
| Muzej papirništva v Duszniki-Zdróju                                  | Red museum building with a dark wooden roof, surrounded by a fence                    | Spodnja Šlezija       | 2019       | iii, iv (kulturni)    | Papirnica v Duszniki-Zdróju je ena od najstarejših ohranjenih papirnic v Evropi. Zgrajena je bila v 16. stoletju in v naslednjem stoletju prinesla bogastvo njenim lastnikom. Leta 1968 je postala muzej. V času nominacije se je v papirnici še vedno proizvajal papir po tradicionalnem ročnem postopku. |